# 寺田紳一
寺田 紳一（てらだ しんいち、1985年6月10日 - ）は、大阪府茨木市出身の元サッカー選手、サッカー指導者。ポジションはミッドフィールダー。

## 来歴
中学時代からガンバ大阪の下部組織で育ち、高校2年次にはJユースカップ優勝を経験し、高校3年次にはユースチーム所属ながらトップチームにも帯同して練習していた。ユース時代は、1学年下の家長昭博を左SHに従え、トップ下での出場が主だった。2004年、高校卒業後に正式にトップチームに昇格（同期昇格は三木良太、丹羽大輝）。ユースチーム在籍中にトップチームに昇格（正確には帯同）した選手は、稲本潤一、新井場徹、家長に次いで4人目（試合出場はなし）。同年11月20日、J1 2nd第13節横浜FM戦でJリーグデビューを飾った。
離脱者が相次いだ2005年は終盤の優勝争いの時期に出場機会を得ると、同年12月3日のリーグ最終節川崎戦では優勝を決定づけたアラウージョのダメ押しゴールをアシストし、G大阪の初タイトル獲得に貢献した。
2006年は、途中出場が中心ながらも出番は増え、2007年序盤は遠藤、二川、明神、橋本の4人からなる中盤の層の厚さを乗り越えられずにいたが、代表メンバーの疲労の蓄積などによりリーグ戦終盤に出場機会を得ると、10月21日のJ1第29節甲府戦でJリーグ初得点を決めた。
2008年は、AFCチャンピオンズリーグ2008(ACL)に挑戦するクラブの貴重な戦力として、更なる活躍が望まれる一人であったが、負傷もあって出場機会は少なく、2009年も出場機会に恵まれなかった。
2010年、G大阪からJ2の横浜FCに期限付き移籍で加入した。横浜FCでは主にボランチとして出場し、チームの上位進出に貢献。2011年、期限付き移籍期間を1年間延長したが、7月9日のJ2第20節水戸戦で左後十字靱帯損傷など3ヶ所を傷める重傷を負い全治約4カ月と診断され、後半戦の大半を欠場した。
2012年、横浜FCとの移籍期間満了につき3年ぶりにG大阪に復帰した。復帰後はリーグ戦7試合でスタメン起用されるなどしたが、同年8月1日に再び横浜FCへの期限付き移籍が発表された。
2013年、横浜FCへ完全移籍。2014年からは同チームのキャプテンを務めることになった。2017年11月22日、横浜FCは契約期間の満了と来季に向けた更新を行わないことを発表。。
同年12月に行われたJリーグ合同トライアウトに出場した。
2018年、栃木SCへ完全移籍。
2020年、おこしやす京都ACへ完全移籍。
2021年シーズン、天皇杯3回戦のヴェルスパ大分戦に途中出場した際、2011年に負傷した際の古傷が悪化。当時は新型コロナウイルス感染症の感染拡大による外出自粛制限がかかる時期であり、思うようなリハビリもできなかったことから引退を決断。
同年8月19日、チームから引退発表が行われた。
2021年12月15日、FCティアモ枚方のコーチ就任が発表された。

## 人物・エピソード
- 2004年3月25日、寺田と三木良太は向陽台高校の同級生だったが、学校の職員が2人の校外でのサッカー活動を、体育の単位としてコンピューターに入力し忘れたため、卒業単位が足りないと誤認されて卒業生名簿に名前を掲載されていなかった。卒業式直後、生徒などからの指摘でミスが判明し、高校側は2日後の25日に急遽、2人のために卒業式を行った[15]。
- 2007年5月11日放送の『探偵!ナイトスクープ』で、1993年、小学2年生の頃に所属していたサッカーチームのチームメイトのライバル役として同番組に出演した過去が紹介された[16]。

## 所属クラブ
ユース経歴
- 1992年 - 1997年 TOM FC (茨木市立耳原小学校)
- 1998年 - 2000年 ガンバ大阪ジュニアユース (茨木市立北中学校)
- 2001年 - 2003年 ガンバ大阪ユース (茨木西高等学校→向陽台高等学校)

シニア経歴
- 2004年 - 2012年 ガンバ大阪
  - 2010年 - 2011年 横浜FC (期限付き移籍)
  - 2012年 横浜FC (期限付き移籍)
- 2013年 - 2017年 横浜FC
- 2018年 - 2019年 栃木SC
- 2020年 - 2021年8月 おこしやす京都AC

## 個人成績
| 国内大会個人成績 | 国内大会個人成績 | 国内大会個人成績 | 国内大会個人成績 | 国内大会個人成績 | 国内大会個人成績 | 国内大会個人成績 | 国内大会個人成績 | 国内大会個人成績 | 国内大会個人成績 | 国内大会個人成績 | 国内大会個人成績 |
| 年度             | クラブ           | 背番号           | リーグ           | リーグ戦         | リーグ戦         | リーグ杯         | リーグ杯         | オープン杯       | オープン杯       | 期間通算         | 期間通算         |
| 年度             | クラブ           | 背番号           | リーグ           | 出場             | 得点             | 出場             | 得点             | 出場             | 得点             | 出場             | 得点             |
| 日本             | 日本             | 日本             | 日本             | リーグ戦         | リーグ戦         | リーグ杯         | リーグ杯         | 天皇杯           | 天皇杯           | 期間通算         | 期間通算         |
| ---------------- | ---------------- | ---------------- | ---------------- | ---------------- | ---------------- | ---------------- | ---------------- | ---------------- | ---------------- | ---------------- | ---------------- |
| 2004             | G大阪            | 20               | J1               | 1                | 0                | 0                | 0                | 2                | 0                | 3                | 0                |
| 2005             | G大阪            | 20               | J1               | 2                | 0                | 3                | 1                | 2                | 1                | 7                | 2                |
| 2006             | G大阪            | 20               | J1               | 20               | 0                | 0                | 0                | 3                | 1                | 23               | 1                |
| 2007             | G大阪            | 20               | J1               | 21               | 2                | 6                | 1                | 4                | 3                | 31               | 6                |
| 2008             | G大阪            | 8                | J1               | 13               | 2                | 3                | 0                | 3                | 0                | 19               | 2                |
| 2009             | G大阪            | 8                | J1               | 5                | 1                | 1                | 0                | 0                | 0                | 6                | 1                |
| 2010             | 横浜FC           | 36               | J2               | 28               | 4                | -                | -                | 1                | 0                | 29               | 4                |
| 2011             | 横浜FC           | 17               | J2               | 18               | 0                | -                | -                | 0                | 0                | 18               | 0                |
| 2012             | G大阪            | 13               | J1               | 9                | 0                | 0                | 0                | -                | -                | 9                | 0                |
| 2012             | 横浜FC           | 40               | J2               | 16               | 0                | -                | -                | 0                | 0                | 16               | 0                |
| 2013             | 横浜FC           | 40               | J2               | 38               | 2                | -                | -                | 0                | 0                | 38               | 2                |
| 2014             | 横浜FC           | 10               | J2               | 41               | 3                | -                | -                | 1                | 0                | 42               | 3                |
| 2015             | 横浜FC           | 10               | J2               | 40               | 2                | -                | -                | 0                | 0                | 40               | 2                |
| 2016             | 横浜FC           | 10               | J2               | 29               | 1                | -                | -                | 2                | 0                | 31               | 1                |
| 2017             | 横浜FC           | 10               | J2               | 10               | 0                | -                | -                | 1                | 0                | 11               | 0                |
| 2018             | 栃木             | 40               | J2               | 2                | 0                | -                | -                | 0                | 0                | 2                | 0                |
| 2019             | 栃木             | 40               | J2               | 18               | 1                | -                | -                | 1                | 0                | 19               | 1                |
| 2020             | お京都           | 7                | 関西1部          | 5                | 0                | -                | -                | 1                | 0                | 6                | 0                |
| 2021             | お京都           | 7                | 関西1部          | 2                | 0                | -                | -                | 1                | 0                | 2                | 0                |
| 通算             | 日本             | 日本             | J1               | 71               | 5                | 13               | 2                | 14               | 5                | 98               | 12               |
| 通算             | 日本             | 日本             | J2               | 240              | 13               | -                | -                | 6                | 0                | 246              | 13               |
| 通算             | 日本             | 日本             | 関西1部          | 7                | 0                | -                | -                | 2                | 0                | 9                | 0                |
| 総通算           | 総通算           | 総通算           | 総通算           | 318              | 18               | 13               | 2                | 22               | 5                | 353              | 25               |

その他の公式戦
- 2006年
  - スーパーカップ 1試合0得点
- 2009年
  - スーパーカップ 1試合0得点
- 2012年
  - J1昇格プレーオフ 1試合0得点

| 国際大会個人成績 | 国際大会個人成績 | 国際大会個人成績 | 国際大会個人成績 | 国際大会個人成績 | FIFA      | FIFA      |
| 年度             | クラブ           | 背番号           | 出場             | 得点             | 出場      | 得点      |
| AFC              | AFC              | AFC              | ACL              | ACL              | クラブW杯 | クラブW杯 |
| ---------------- | ---------------- | ---------------- | ---------------- | ---------------- | --------- | --------- |
| 2008             | G大阪            | 8                | 3                | 0                | 1         | 0         |
| 2009             | G大阪            | 8                | 3                | 0                | -         | -         |
| 2012             | G大阪            | 13               | 3                | 0                | -         | -         |
| 通算             | AFC              | AFC              | 9                | 0                | 1         | 0         |

その他の国際公式戦
- 2006年
  - A3チャンピオンズカップ 2試合0得点

- Jリーグ初出場 - 2004年11月20日 J1.2nd第13節 vs横浜F・マリノス（万博記念競技場）
- Jリーグ初得点 - 2007年10月21日 J1第29節 vsヴァンフォーレ甲府（万博記念競技場）

## タイトル

### クラブ
ガンバ大阪ユース
- Jユースカップ：1回（2002年）

ガンバ大阪
- Jリーグ ディビジョン1：1回（2005年）
- ナビスコカップ：1回（2007年）
- 天皇杯：2回（2008年、2009年）
- ゼロックススーパーカップ：1回（2007年）
- AFCチャンピオンズリーグ：1回（2008年）
- パンパシフィックチャンピオンシップ：1回（2008年）

おこしやす京都AC
- 関西サッカーリーグ1部：1回（2021年）
- 京都FAカップ京都府サッカー選手権大会：2回（2020年、2021年）

## 代表歴
- U-18 日本代表
- U-19 日本代表
  - 2004年 - AFCユース選手権
- U-20 日本代表
- U-21 日本代表
- U-23 日本代表

## 指導歴
- 2022年 - 2023年 FCティアモ枚方 アシスタントコーチ
- 2024年 - ガンバ大阪 ジュニア万博コーチ